# Transport en Moselle et Madon
Le réseau de Transport en Moselle et Madon, abrégé T'MM, est le réseau de transport de la Communauté de communes Moselle et Madon, dont la commune la plus importante est Neuves-Maisons. Il est articulé de manière à permettre les correspondances avec les réseaux Sub, TED, TER Grand Est et Stan. Ce réseau est entièrement gratuit pour le voyageur. Le réseau est exploité par la Régie des transports urbains de Moselle et Madon.

## Autorité organisatrice
Le réseau est organisé et financé par la Communauté de communes de Moselle et Madon, dont il dessert 19 communes :
- Bainville-sur-Madon
- Chaligny
- Chavigny
- Flavigny-sur-Moselle
- Frolois
- Maizières
- Maron
- Marthemont
- Méréville
- Messein
- Neuves-Maisons
- Pierreville
- Pont-Saint-Vincent
- Pulligny
- Richardménil
- Sexey-aux-Forges
- Thélod
- Viterne
- Xeuilley

La population desservie est de 29 000 habitants.

## Histoire
Le réseau T'MM est lancé en 2005 sur les 12 communes que comptait alors la Communauté de communes. Les trois lignes numérotées 501, 502 et 503 sont exploitées en Gruau Microbus et en minibus (la 503 fonctionnant sur demande).
En 2007, la gratuité est instaurée pour les utilisateurs des lignes régulières du réseau et les services scolaires départementaux internes au PTU sont intégrés au réseau T'MM. Entre 2007 et 2008, la fréquentation passe de 33 000 à 85 000 voyages annuels.
En 2009, la ligne 502 est prolongée jusqu'au plateau de Brabois et la ligne 503 devient régulière. Les Microbus sont remplacés par des Heuliez GX 127 plus capacitaires. 120 000 personnes empruntent le réseau cette année là.
En 2015, le réseau intègre 7 communes supplémentaires et est restructuré : les lignes 501 à 503 sont remplacées par 5 lignes identifiées par les lettres A à E. De nouveaux Iveco Crossway LE sont mis en service pour permettre l'extension du réseau. À compter de cette date, le réseau T'MM est en correspondance directe avec le réseau STAN de Nancy, au terminus du CHRU Brabois à Vandœuvre-lès-Nancy, et à Ludres.

## Réseau

### Réseau actuel
Depuis le 31 août 2015, le réseau est composé de cinq lignes régulières, lettrées A à E.
| Ligne | Caractéristiques | Caractéristiques                          | Caractéristiques                          | Caractéristiques                          | Caractéristiques                          | Caractéristiques                           | Caractéristiques                          | Caractéristiques                          | Caractéristiques                                            |
| A     | Chaligny ⥋ Pierreville | Chaligny ⥋ Pierreville                    | Chaligny ⥋ Pierreville                    | Chaligny ⥋ Pierreville                    | Chaligny ⥋ Pierreville                    | Chaligny ⥋ Pierreville                     | Chaligny ⥋ Pierreville                    | Chaligny ⥋ Pierreville                    | Chaligny ⥋ Pierreville                                      |
| ----- | --- | ----------------------------------------- | ----------------------------------------- | ----------------------------------------- | ----------------------------------------- | ------------------------------------------ | ----------------------------------------- | ----------------------------------------- | ----------------------------------------------------------- |
| A     | Ouverture / Fermeture 31 août 2015 / — | Longueur —                                | Durée 60 min                              | Nb. d’arrêts 35                           | Matériel Midibus                          | Jours de fonctionnement L, Ma, Me, J, V, S | Jour / Soir / Nuit / Fêtes O / N / N / N  | Voy. / an —                               | Exploitant Régie des transports urbains de Moselle et Madon |
| A     | Desserte : Chaligny • Neuves-Maisons • Messein • Ludres • Pont-Saint-Vincent • Méréville • Frolois • Pierreville                              |                                           |                                           |                                           |                                           |                                            |                                           |                                           |                                                             |
| A     | Autre : |                                           |                                           |                                           |                                           |                                            |                                           |                                           |                                                             |
| A     | Dernière actualisation : — |                                           |                                           |                                           |                                           |                                            |                                           |                                           |                                                             |
| B     | Pont-Saint-Vincent ⥋ Flavigny-sur-Moselle | Pont-Saint-Vincent ⥋ Flavigny-sur-Moselle | Pont-Saint-Vincent ⥋ Flavigny-sur-Moselle | Pont-Saint-Vincent ⥋ Flavigny-sur-Moselle | Pont-Saint-Vincent ⥋ Flavigny-sur-Moselle | Pont-Saint-Vincent ⥋ Flavigny-sur-Moselle  | Pont-Saint-Vincent ⥋ Flavigny-sur-Moselle | Pont-Saint-Vincent ⥋ Flavigny-sur-Moselle | Pont-Saint-Vincent ⥋ Flavigny-sur-Moselle                   |
| B     | Ouverture / Fermeture 31 août 2015 / — | Longueur —                                | Durée 60 min                              | Nb. d’arrêts 34                           | Matériel Midibus                          | Jours de fonctionnement L, Ma, Me, J, V, S | Jour / Soir / Nuit / Fêtes O / N / N / N  | Voy. / an —                               | Exploitant Régie des transports urbains de Moselle et Madon |
| B     | Desserte : Pont-Saint-Vincent • Sexey-aux-Forges • Maron • Chaligny • Neuves-Maisons • Messein • Ludres • Richardménil • Flavigny-sur-Moselle |                                           |                                           |                                           |                                           |                                            |                                           |                                           |                                                             |
| B     | Autre : |                                           |                                           |                                           |                                           |                                            |                                           |                                           |                                                             |
| B     | Dernière actualisation : — |                                           |                                           |                                           |                                           |                                            |                                           |                                           |                                                             |
| C     | CHRU Brabois ⥋ Viterne | CHRU Brabois ⥋ Viterne                    | CHRU Brabois ⥋ Viterne                    | CHRU Brabois ⥋ Viterne                    | CHRU Brabois ⥋ Viterne                    | CHRU Brabois ⥋ Viterne                     | CHRU Brabois ⥋ Viterne                    | CHRU Brabois ⥋ Viterne                    | CHRU Brabois ⥋ Viterne                                      |
| C     | Ouverture / Fermeture 31 août 2015 / — | Longueur —                                | Durée 40 min                              | Nb. d’arrêts 28                           | Matériel Midibus                          | Jours de fonctionnement L, Ma, Me, J, V, S | Jour / Soir / Nuit / Fêtes O / N / N / N  | Voy. / an —                               | Exploitant Régie des transports urbains de Moselle et Madon |
| C     | Desserte : Vandoeuvre-lès-Nancy • Chavigny • Neuves-Maisons • Pont-Saint-Vincent • Bainville-sur-Madon • Maizières • Viterne                  |                                           |                                           |                                           |                                           |                                            |                                           |                                           |                                                             |
| C     | Autre : |                                           |                                           |                                           |                                           |                                            |                                           |                                           |                                                             |
| C     | Dernière actualisation : — |                                           |                                           |                                           |                                           |                                            |                                           |                                           |                                                             |
| D     | Neuves-Maisons ⥋ Marthemont | Neuves-Maisons ⥋ Marthemont               | Neuves-Maisons ⥋ Marthemont               | Neuves-Maisons ⥋ Marthemont               | Neuves-Maisons ⥋ Marthemont               | Neuves-Maisons ⥋ Marthemont                | Neuves-Maisons ⥋ Marthemont               | Neuves-Maisons ⥋ Marthemont               | Neuves-Maisons ⥋ Marthemont                                 |
| D     | Ouverture / Fermeture 31 août 2015 / — | Longueur —                                | Durée 40 min                              | Nb. d’arrêts 23                           | Matériel Midibus                          | Jours de fonctionnement L, Ma, Me, J, V, S | Jour / Soir / Nuit / Fêtes O / N / N / N  | Voy. / an —                               | Exploitant Régie des transports urbains de Moselle et Madon |
| D     | Desserte : Neuves-Maisons • Pont-Saint-Vincent • Bainville-sur-Madon • Xeuilley • Thelod • Marthemont                                         |                                           |                                           |                                           |                                           |                                            |                                           |                                           |                                                             |
| D     | Autre : |                                           |                                           |                                           |                                           |                                            |                                           |                                           |                                                             |
| D     | Dernière actualisation : — |                                           |                                           |                                           |                                           |                                            |                                           |                                           |                                                             |
| E     | Neuves-Maisons ⥋ Puligny | Neuves-Maisons ⥋ Puligny                  | Neuves-Maisons ⥋ Puligny                  | Neuves-Maisons ⥋ Puligny                  | Neuves-Maisons ⥋ Puligny                  | Neuves-Maisons ⥋ Puligny                   | Neuves-Maisons ⥋ Puligny                  | Neuves-Maisons ⥋ Puligny                  | Neuves-Maisons ⥋ Puligny                                    |
| E     | Ouverture / Fermeture 31 août 2015 / — | Longueur —                                | Durée 30 min                              | Nb. d’arrêts 18                           | Matériel Midibus                          | Jours de fonctionnement L, Ma, Me, J, V, S | Jour / Soir / Nuit / Fêtes O / N / N / N  | Voy. / an —                               | Exploitant Régie des transports urbains de Moselle et Madon |
| E     | Desserte : Neuves-Maisons • Pont-Saint-Vincent • Bainville-sur-Madon • Xeuilley • Pierreville • Pulligny                                      |                                           |                                           |                                           |                                           |                                            |                                           |                                           |                                                             |
| E     | Autre : |                                           |                                           |                                           |                                           |                                            |                                           |                                           |                                                             |
| E     | Dernière actualisation : — |                                           |                                           |                                           |                                           |                                            |                                           |                                           |                                                             |

Il existe aussi un service de transport à la demande pour les personnes âgées ou à mobilité réduite nommé « T’MM+ ».
Sur chaque lignes, des renforts scolaires sont assurées pour les lycéens de Pont-Saint-Vincent et collégiens de Neuves-Maisons. Le parcours de ces services est légèrement modifié, car toutes les lignes ne proposent pas une desserte des établissements scolaires. Une navette est affrétée pour l'école primaire de Xeuilley fréquenté par les enfants de Thélod.
Le réseau restructuré assure des correspondances avec le réseau STAN ce qui n'était pas le cas sur le réseau initial.

### Ancien réseau (2005-2015)
L'ancien réseau se composait de trois lignes, dont la dernière était à l'origine un service à la demande.
| Ligne | Caractéristiques                                                                                        | Caractéristiques               | Caractéristiques               | Caractéristiques               | Caractéristiques               | Caractéristiques                           | Caractéristiques                         | Caractéristiques               | Caractéristiques                                            |
| 501   | Maron ⥋ Richardménil                                                                                    | Maron ⥋ Richardménil           | Maron ⥋ Richardménil           | Maron ⥋ Richardménil           | Maron ⥋ Richardménil           | Maron ⥋ Richardménil                       | Maron ⥋ Richardménil                     | Maron ⥋ Richardménil           | Maron ⥋ Richardménil                                        |
| ----- | --- | ------------------------------ | ------------------------------ | ------------------------------ | ------------------------------ | ------------------------------------------ | ---------------------------------------- | ------------------------------ | ----------------------------------------------------------- |
| 501   | Ouverture / Fermeture 1er septembre 2005 / 31 août 2015                                                 | Longueur —                     | Durée —                        | Nb. d’arrêts —                 | Matériel Midibus               | Jours de fonctionnement L, Ma, Me, J, V, S | Jour / Soir / Nuit / Fêtes O / N / N / N | Voy. / an —                    | Exploitant Régie des transports urbains de Moselle et Madon |
| 501   | Desserte : Maron • Chaligny • Neuves-Maisons • Messein • Richardménil                                   |                                |                                |                                |                                |                                            |                                          |                                |                                                             |
| 501   | Autre : La ligne 501 traversait le territoire de la commune de Ludres, sans y marquer l'arrêt.          |                                |                                |                                |                                |                                            |                                          |                                |                                                             |
| 501   | Dernière actualisation : —                                                                              |                                |                                |                                |                                |                                            |                                          |                                |                                                             |
| 502   | Chavigny Forestières ⥋ Viterne                                                                          | Chavigny Forestières ⥋ Viterne | Chavigny Forestières ⥋ Viterne | Chavigny Forestières ⥋ Viterne | Chavigny Forestières ⥋ Viterne | Chavigny Forestières ⥋ Viterne             | Chavigny Forestières ⥋ Viterne           | Chavigny Forestières ⥋ Viterne | Chavigny Forestières ⥋ Viterne                              |
| 502   | Ouverture / Fermeture 1er septembre 2005 / 31 août 2015                                                 | Longueur —                     | Durée —                        | Nb. d’arrêts —                 | Matériel Midibus Standards     | Jours de fonctionnement L, Ma, Me, J, V, S | Jour / Soir / Nuit / Fêtes O / N / N / N | Voy. / an —                    | Exploitant Régie des transports urbains de Moselle et Madon |
| 502   | Desserte : Chavigny • Neuves-Maisons • Pont-Saint-Vincent • Bainville-sur-Madon • Maizières • Viterne   |                                |                                |                                |                                |                                            |                                          |                                |                                                             |
| 502   | Autre : La ligne 502 a été prolongée jusqu'à la zone d'activités Brabois-Forestières en 2008.           |                                |                                |                                |                                |                                            |                                          |                                |                                                             |
| 502   | Dernière actualisation : —                                                                              |                                |                                |                                |                                |                                            |                                          |                                |                                                             |
| 503   | Neuves-Maisons ⥋ Thelod                                                                                 | Neuves-Maisons ⥋ Thelod        | Neuves-Maisons ⥋ Thelod        | Neuves-Maisons ⥋ Thelod        | Neuves-Maisons ⥋ Thelod        | Neuves-Maisons ⥋ Thelod                    | Neuves-Maisons ⥋ Thelod                  | Neuves-Maisons ⥋ Thelod        | Neuves-Maisons ⥋ Thelod                                     |
| 503   | Ouverture / Fermeture 1er septembre 2005 / 31 août 2015                                                 | Longueur —                     | Durée —                        | Nb. d’arrêts —                 | Matériel Midibus               | Jours de fonctionnement L, Ma, Me, J, V, S | Jour / Soir / Nuit / Fêtes O / N / N / N | Voy. / an —                    | Exploitant Régie des transports urbains de Moselle et Madon |
| 503   | Desserte : Neuves-Maisons • Pont-Saint-Vincent • Bainville-sur-Madon • Xeuilley • Thelod                |                                |                                |                                |                                |                                            |                                          |                                |                                                             |
| 503   | Autre : Fonctionnant originellement sur demande, la ligne 503 est devenue régulière le 23 février 2009. |                                |                                |                                |                                |                                            |                                          |                                |                                                             |
| 503   | Dernière actualisation : —                                                                              |                                |                                |                                |                                |                                            |                                          |                                |                                                             |

## Fréquentation
| Année | Milliers de voyages | Offre en milliers de kilomètres | Voyages par an et par habitant | Voyages par kilomètre d'offre |
| ----- | ------------------- | ------------------------------- | ------------------------------ | ----------------------------- |
| 2005  | 6                   | 55                              | 0,3                            | 0,1                           |
| 2006  | 21                  | 150                             | 0,9                            | 0,1                           |
| 2007  | 33                  | 230                             | 1,5                            | 0,1                           |
| 2008  | 85                  | 252                             | 3,7                            | 0,3                           |
| 2009  | 120                 | 260                             | 5,2                            | 0,5                           |
| 2010  | 146                 | 317                             | 6,2                            | 0,5                           |
| 2011  | 156                 | 346                             | 6,7                            | 0,5                           |
| 2012  | 167                 | 347                             | 7,1                            | 0,5                           |
| 2013  | 266                 | 370                             | 11,4                           | 0,7                           |
| 2014  | 275                 | 360                             | 11,8                           | 0,8                           |
| 2015  | 298                 | 420                             | 10,1                           | 0,7                           |
| 2016  | 362                 | 530                             | 12,3                           | 0,7                           |

## Exploitation

### Matériel roulant
La Régie des transports urbains de Moselle et Madon possède 13 licences de transport communautaire.

#### Parc actuel
- 6 Crossway 10 LE
- 6 minibus pour le T’MM+
- Un parc spécifique d'Irisbus Crossway LE exploités Transdev Grand Est sur les renforts scolaires.

#### Anciens véhicules
- Gruau Microbus
- Heuliez GX 127
- Heuliez GX 317
- Renault R312 et Heuliez GX 187 exploités par les Rapides de Lorraine sur les renforts scolaires.
- Renault R312 et Mercedes Citaro exploités par Transdev Lorraine sur les renforts scolaires.

### Dépôt
Les bus sont remisés au centre technique de la Communauté de communes de Moselle et Madon, situé 39 allée Louis Martin à Neuves-Maisons (48° 36′ 49″ N, 6° 05′ 32″ E
).

### Sous-traitance
Depuis 2009, les renforts scolaires sont assurés par Transdev Grand Est (anciennement Transdev Lorraine), basé à Nancy. De 2007 à 2009, les renforts scolaires étaient assurés par une filiale de Veolia Transport, les Rapides de Lorraine, basée à Nancy.